# Gary Collins
Pour les articles homonymes, voir Collins.
Gary Collins, né le 30 avril 1938 à Venice (Californie), et mort le 13 octobre 2012 à Biloxi (Mississippi), est un acteur américain.

## Biographie
Les Français le découvrent, courant des années 1970, par la série Le Sixième sens. Il y tenait le premier rôle, celui d'un docteur en psychologie doté d'un singulier pouvoir de médium, qui résout des cas liés à la parapsychologie, le fantastique et le mystère. Elle fut vite abandonnée et, en France, peu rediffusée.
Gary Collins est l'époux de Mary Ann Mobley (1937-2014), actrice et miss America. Ils ont une fille prénommée Clancy Collins White.
D'une première union, avec Susan Peterson Lachman, Gary Collins a deux autres enfants : Guy Collins et Mimi Collins.

## Filmographie

### Au cinéma
- 1962 : Le Pigeon qui sauva Rome (The Pigeon That Took Rome) : Maj. Wolff
- 1965 : Stranded : Bob
- 1969 : Angel in My Pocket (en) d'Alan Rafkin : Art Shields
- 1970 : Airport : Cy Jordan
- 1979 : Streets of Hong Kong
- 1979 : L'Invasion des piranhas (Killer Fish) : Tom
- 1980 : Space Connection (Hangar 18) : Steve Bancroft
- 1998 : Jungle Book: Lost Treasure : Prof. Miller
- 1998 : Les Proies - La résurrection (en) (Watchers Reborn) de John Carl Buechler : Gus Brody
- 2000 : De toute beauté (Beautiful) : l'animateur du concours de beauté Miss America

### À la télévision
- 1965 : The Wackiest Ship in the Army (série) : Lt. (j.g.) Richard 'Rap' Riddle
- 1966 : Le Cheval de fer (The Iron Horse) (série 1966/1968) : Dave Tarrant
- 1969 : Le Virginien : saison 7 épisode 22 (Incident atDiablo Crossing) : Jason "Jace" Adams
- 1970 : Quarantined : Dr Larry Freeman
- 1972 : Le Sixième Sens (The Sixth Sense) : Dr Michael Rhodes
- 1972 : Getting Away from It All : Mark Selby
- 1974 : Houston, We've Got a Problem : Tim Cordell
- 1974 : Vivre libre ("Born Free") (série) : George Adamson
- 1974 : L'homme qui valait trois milliards (saison 1, épisode 6) : colonel Vassili
- 1977 : Racines ("Roots") (feuilleton) : Grill
- 1977 : Voyage dans l'inconnu ("Tales of the Unexpected") : John Harris
- 1977 : The Night They Took Miss Beautiful (en) : Paul Fabiani
- 1978 : The Young Runaways : Lt. Ray Phillips
- 1979 : The Kid from Left Field (TV) : Pete Sloane
- 1981 : Jacqueline Susann's Valley of the Dolls : Kevin Gilmore
- 1988 : The Home Show (série) : Co-Host (1989-1994)
- 1992 : Secrets : Zack Taylor
- 1994 : Bandit: Bandit Bandit : Gouverneur Denton
- 1998 : Friends (saison 5, épisode 4) : dans son propre rôle